# Il ritorno d'Ulisse in patria
Il ritorno d'Ulisse in patria è un'opera di Claudio Monteverdi, su libretto di Giacomo Badoaro tratto dall'Odissea di Omero.
Fu rappresentata per la prima volta al Teatro Santi Giovanni e Paolo di Venezia nel 1640.

## Incisioni su disco o CD
| Anno / Etichetta           | Ulisse             | Penelope, Telemaco, Eumete                                 | Gli dei (Giove, Nettuno, Minerva, Giunone)                                       | I Proci (Antinoo, Pisandro, Anfinomo)                  | I servi (Ericlea, Melanto, Eurimaco, Iro)                              | Il prologo (Humana Fragilità, Tempo, Fortuna, Amore)                        | Direttore / Orchestra                               |
| -------------------------- | ------------------ | ---------------------------------------------------------- | -------------------------------------------------------------------------------- | ------------------------------------------------------ | ---------------------------------------------------------------------- | --------------------------------------------------------------------------- | --------------------------------------------------- |
| 1964 / Vox                 | Gerald English     | Maureen Lehane, William Whitesides, Helmut Kretschmar      | Bernhard Michaelis, ... , Antonia Fahberg, Polyna Savridi                        | Eduard Wollitz, Reinhold Bartel, André Peysang         | Margarethe Bence, ... , ... , Bernhard Michaelis                       |                                                                             | Rudolf Ewerhart / Santini Kammerorchester (Münster) |
| 1971 / Telefunken / Teldec | Sven Olof Eliasson | Norma Lerer, Kai Hansen, Max von Egmond                    | Ladislaus Anderko, Nikolaus Simkowsky, Rotraud Hansmann, Margaret Baker-Genovesi | Walker Wyatt, Kurt Equiluz, Paul Esswood               | Anne-Marie Mühle, Margaret Baker-Genovesi, Nigel Rogers, Murray Dickie | Sven Olof Eliasson, Walker Wyatt, Margaret Baker-Genovesi, Rotraud Hansmann | Nikolaus Harnoncourt / Concentus Musicus Wien       |
| 1972 / Oriel Music Society | Benjamin Luxon     | Janet Baker, Ian Caley, Richard Lewis                      | David Hughes, Clifford Grant, Anne Howells, Vivien Townley                       | Ugo Trama, John Fryatt, Bernard Dickerson              | Virginia Popova, Janet Hughes, John Wakefield, Alexander Oliver        | Annabel Hunt, Ugo Trama, Patricia Greig, Laureen Livingstone                | Raymond Leppard / London Philharmonic Orchestra     |
| 1978 / Oriel Music Society | Neil Jenkins       | Sarah Walker, Neil Mackie, Wynford Evans                   | David Johnston, Andrew Gallacher, Anne Pashley, Sally Bradshaw                   | Thomas Lawlor, David Johnston, John Winfield           | Enid Hartle, Eirian James, Michael Goldthorpe, Jack Irons              | John Winfield, Thomas Lawlor, Sally Bradshaw, Eirian James                  | Roger Norrington / Kent Opera                       |
| 2005 / Brilliant Classics  | Loris Bertolo      | Gabriella Martellacci, Makoto Sakurada, Giovanni Gregnanin | Gian Paolo Fagotto, Raffaelle Costantini, Angela Bucci, Lia Serafini             | Walter Testolin, Salvatore Gaias, Gian Paolo Fagotto   | Maria Elena Fincato, Sofiya Solovey, Juan Gambina, Davide Cicchetti    | Maria Elena Fincato, Walter Testolin, Angela Bucci, Lia Serafini            | Sergio Vartolo / Ensemble                           |
| 2009 / Premiere Opera Ltd. | Kobie van Rensburg | Christine Rice, Cyril Auvity, Laura Coronado               | ... , Luigi De Donato, Claire Debono, Sonya Yoncheva                             | Umberto Chiummo, Xavier Sabata, Juan Sancho            | Marina Rodríguez Cusi, Hanna Bayodi, Ed Lyon, Robert Bur               | Terry Wey, Luigi De Donato, Hanna Bayodi, Claire Debono                     | William Christie / Les Arts Florissants             |
| 2023 / Bongiovanni         | Leonardo De Lisi   | Seoyeon Choi, Francesco Nocco, Francesco Marchetti         | Michele Fracasso, Lorenzo Tosi, Mira Dozio, Maiko Kimoto                         | Sandro Degl'Innocenti, Sabina Caponi, Michele Fracasso | Anna Chiara Mugnai, Maiko Kimoto, Haruyuki Hirai, Saverio Bambi        | Giulia Gianni, Sandro Degl'Innocenti, Martha Rook, Matilde Leonardi         | Federico Bardazzi / Ensemble San Felice             |

- Il ritorno d'Ulisse in patria - Concerto Vocale/René Jacobs/Bernarda Fink/Lorraine Hunt Lieberson, 2010 Harmonia Mund, lo stile utilizzato è la tragedia.

## DVD
- Il Ritorno D'Ulisse in Patria - Glyndebourne Festival Opera - Robert Lloyd/Janet Baker/London Philharmonic Orchestra/Glyndebourne Chorus/Raymond Leppard, regia di Peter Hall, 1973 Arthaus Musik
- Il ritorno d'Ulisse in patria - Opernhaus Zürich - Vesselina Kasarova/Malin Hartelius/Isabel Rey/Martina Janková/Cornelia Kallisch/Dietrich Henschel/Jonas Kaufmann/Orchestra La Scintilla/Nikolaus Harnoncourt, regia di Klaus Michael Grüber, 2002 Arthaus